# Przewięź (gmina Płaska)
Przewięź – osada w Polsce położona w województwie podlaskim, w powiecie augustowskim, w gminie Płaska.
W latach 1975–1998 miejscowość administracyjnie należała do województwa suwalskiego.
Miejscowość graniczy z częścią miasta Augustów o tej samej nazwie, obejmuje też leśniczówkę o tej samej nazwie .